# 紐西蘭同性婚姻
紐西蘭同性婚姻是一項於2013年4月17日在紐西蘭國會，以77張支持票對44張反對票，三讀通過合法化的法案，於同月19日獲得御准，法案計劃於同年8月19日起正式生效。紐西蘭也成為全球第13個和大洋洲首個同性婚姻合法化的國家。

## 歷史

### 早期訴訟

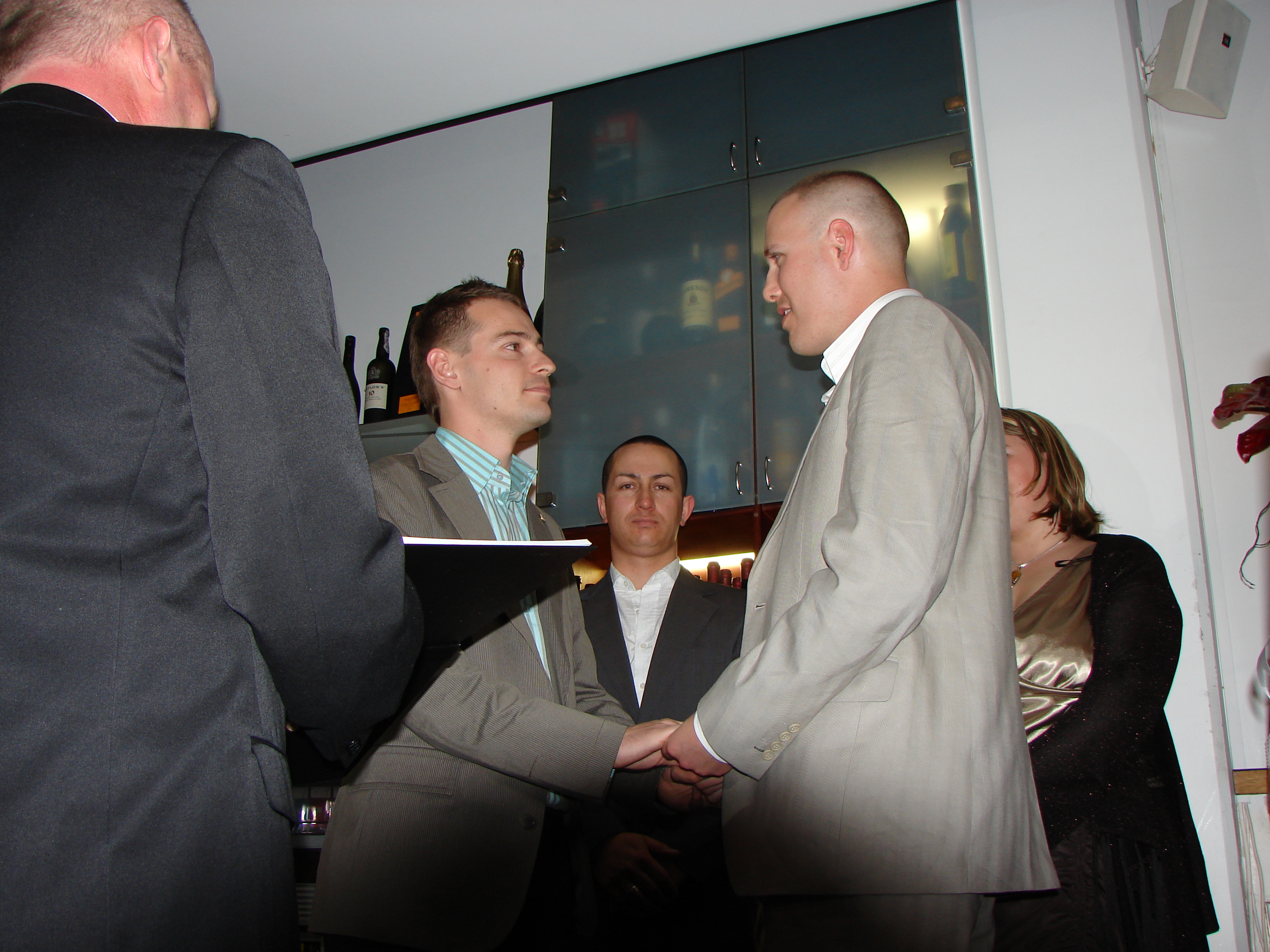
兩名紐西蘭同性戀者於威靈頓辦理紐西蘭民事結合，攝於2006年12月9日。

1996年初，三對長期居住在一起的女同性戀人在申請結婚證明時遭到紐西蘭註冊總署駁回，因為依據普通法的內容，婚姻必須由一名男性和一名女性組成。在不滿政府如此判斷下，同性戀者決定提出訴訟並且1996年5月時上訴至紐西蘭高等法院（High Court of New Zealand）。上訴者認為《婚姻法》並沒有禁止同性婚姻，而依據《1990年紐西蘭權利法案》（New Zealand Bill of Rights Act 1990）和《1993年人權法案》（Human Rights Act 1993）則禁止對性傾向的歧視以及相關作為。但是在高等法院上，雙方當事人則一致認為撰寫於1950年代的《婚姻法》以普通法作為解釋，自然認定婚姻應該是存在於一名男性和一名女性的關係，這也解釋了為什麼《婚姻法》並沒有明確禁止同性婚姻。
但是上訴者認為除了根據《1993年人權法案》禁止對於性向的歧視外，在第六條「彼此解讀一致時應以人權法案作為優先」和第十九條「紐西蘭人民免於受歧視的自由」，因此結婚申請不應該基於性傾向。但是對於上訴者關於同性婚姻的說法，紐西蘭政府則援引了《1993年人權法案》第五條表示該法案允許人民享有權利與自由是基於「在自由與民主社會中可以明確合理且法律規定的合理範疇」。最後高等法院支持紐西蘭政府採用普通法的說法，並且在決定中重申婚姻是一名男人和一名女人之間的關係。之後上訴者在1997年12月繼續提至紐西蘭上訴法院（Court of Appeal of New Zealand）重審裁定，但是仍然是獲得同樣的結果。
1998年11月30日，兩對曾參與上訴案的同性戀者向聯合國人權事務委員會申請要求起訴紐西蘭，並且聲稱紐西蘭對於同性婚姻的禁令違反《公民權利和政治權利國際公約》，但是該項申請在2002年7月17日時被委員會駁回。

### 發展
2005年紐西蘭大選，時任紐西蘭總理的海倫·克拉克表示認為《婚姻法》排除同性伴侶的做法是一種歧視，但也表示不會推動修訂法律。同年聯合未來黨（United Future）國會議員戈登·克普蘭（Gordon Copeland）提出《婚姻（性別澄清）修訂草案》（Marriage (Gender Clarification) Amendment Bill ），主張將《婚姻法》明確定義為一位男性與一位女性之間的關係、修改《1990年紐西蘭權利法案》（New Zealand Bill of Rights Act 1990）所提到關於婚姻和家庭這一部分以及紐西蘭應禁止對於外國同性婚姻的認可。然而這項激進並且對於相關人權法案的修改反而引起總檢察長（Attorney-General）邁克爾·庫侖（Michael Cullen）等人的強烈批評，並且提出與《1990年紐西蘭權利法案》第七條中關於性傾向等議題有所衝突。2005年12月7日法案進入一讀辯論時，以47張贊成票與73張反對票而遭到否決。

### 正式通過
2012年5月14日，紐西蘭工黨國會議員路易莎·沃爾（Louisa Wall）表示將會提出私人條例草案（Private member's bill）《婚姻（婚姻定義）補充法案》，以正式允許同性戀者得以合法結婚，草案在2012年5月30日提交給委員會投票。在對法案進行修改後，《婚姻（婚姻定義）補充法案》分別在2012年8月29日和2013年3月13日時於一讀以及二讀程序上獲得通過。2013年4月17日時，法案以77章支持票與44張反對票而獲得通過。綠黨全部議員支持，工黨及國家黨議員均有議員支持及反對，而總理約翰基支持法案。4月19日法案從紐西蘭總督簽屬法案獲得御准，並在8月19日正式生效。

## 影響

### 民意調查
| 日期                     | 調查                       | 樣本數 | 贊成  | 中立 | 反對  | 未知 | 誤差  |
| ------------------------ | -------------------------- | ------ | ----- | ---- | ----- | ---- | ----- |
| 2004年9月                | 《The New Zealand Herald》 | 750    | 40%   | －   | 54%   | －   |       |
| 2011年7月6日至7月9日     | Research New Zealand       | 500    | 60%   | －   | 34%   | 4%   | ±4.6% |
| 2012年5月26日至5月30日   | 科爾馬·布林頓              | 1005   | 63%   | －   | 31%   | 5%   | ±3.1% |
| 2012年6月18日至6月28日   | 《The New Zealand Herald》 | 750    | 53.5% | －   | 40.5% | 6%   | ±3.6% |
| 2012年9月11日至9月17日   | Research New Zealand       | 500    | 49%   | 15%  | 32%   | －   | ±4.7% |
| 2012年12月               | 《The New Zealand Herald》 | 500    | 59%   | －   | 38%   | 3%   | ±4.4% |
| 2012年12月13日至12月19日 | Key Research               | 1000   | 53.9% | －   | 38.1% | 8%   | ±3.1% |
| 2013年3月11日至3月17日   | 《The New Zealand Herald》 | 750    | 49.6% | －   | 48%   | 2.4% | ±3.6% |

### 公共活動
| 可註冊同性婚姻 承認外國同性婚姻証書 不能登記公民伴侶關係 同性戀非法，但法律沒有得到執行 |

大洋洲對於同性戀者之法律規定：
可註冊同性婚姻
承認外國同性婚姻証書
不能登記公民伴侶關係
同性戀非法，但法律沒有得到執行

2011年8月紐西蘭支持同性戀者獲得結婚以及收養之合法權利人士推出遊行活動，同年10月反對團體則於紐西蘭國會大廈（New Zealand Parliament Buildings）展開抗議遊行。2012年12月時，包括前總督凱瑟琳·蒂澤德、歌手安妮卡·莫雅（Anika Moa）和荷莉·史密斯（Hollie Smith）、游泳選手达尼恩·洛德（Danyon Loader）等人參與了線上影像活動並支持同性戀者獲得婚姻權利。其中在2007年公開宣布自己為女同性戀者的安妮卡·莫雅在《婚姻（婚姻定義）補充法案》進入三讀後，表示計畫將在基督城舉辦免費音樂會以「為同性戀伴侶慶祝一個歷史的紀念碑」。另外人權委員會（Human Rights Commission）也表示支持同性戀者結婚，並且提到《婚姻（婚姻定義）補充法案》通過後不代表教會必須為同性戀伴侶的婚禮作為見證者。2013年3月，紐西蘭國會議員們共同表示支持補充法案通過，這其中也包括先前曾經主張反對同性婚姻的紐西蘭國家黨議員。
不過包括紐西蘭當地的天主教教會、紐西蘭保守黨（Conservative Party of New Zealand）和紐西蘭家庭優先組織（Family First New Zealand）都反對同性婚姻，2012年6月紐西蘭家庭優先組織領導人鮑伯·麥克羅斯基（Bob McCroskie）宣布推出新網站以保護紐西蘭的婚姻規定，並且概述為何反對紐西蘭允許同性婚姻的原因，不過網站在營運的第一天便遭到分散式阻斷服務攻擊而崩潰。2012年8月時在《婚姻（婚姻定義）補充法案》準備進行一讀時，反對人士向紐西蘭眾議會提交簽有50,000個名字、反對同性婚姻的連署書。而在法案準備進入三讀的前幾個禮拜，一些保守的基督教團體在蜂巢（Beehive）召開「祈禱集會」，並且於奧克蘭和威靈頓舉行反對同性婚姻的抗議活動。在《婚姻（婚姻定義）補充法案》三讀通過後，保守黨黨魁魁科林·克雷格（Colin Craig）則提到同性戀婚姻合法化是「民主失敗的結果」，並且警告說「清算的日子」即將到來。